# Sân bay Kaélé
Sân bay Kaélé (IATA: KLE, ICAO: FKKH) là một sân bay ở Kaélé, Cameroon.